# Kleinpolen

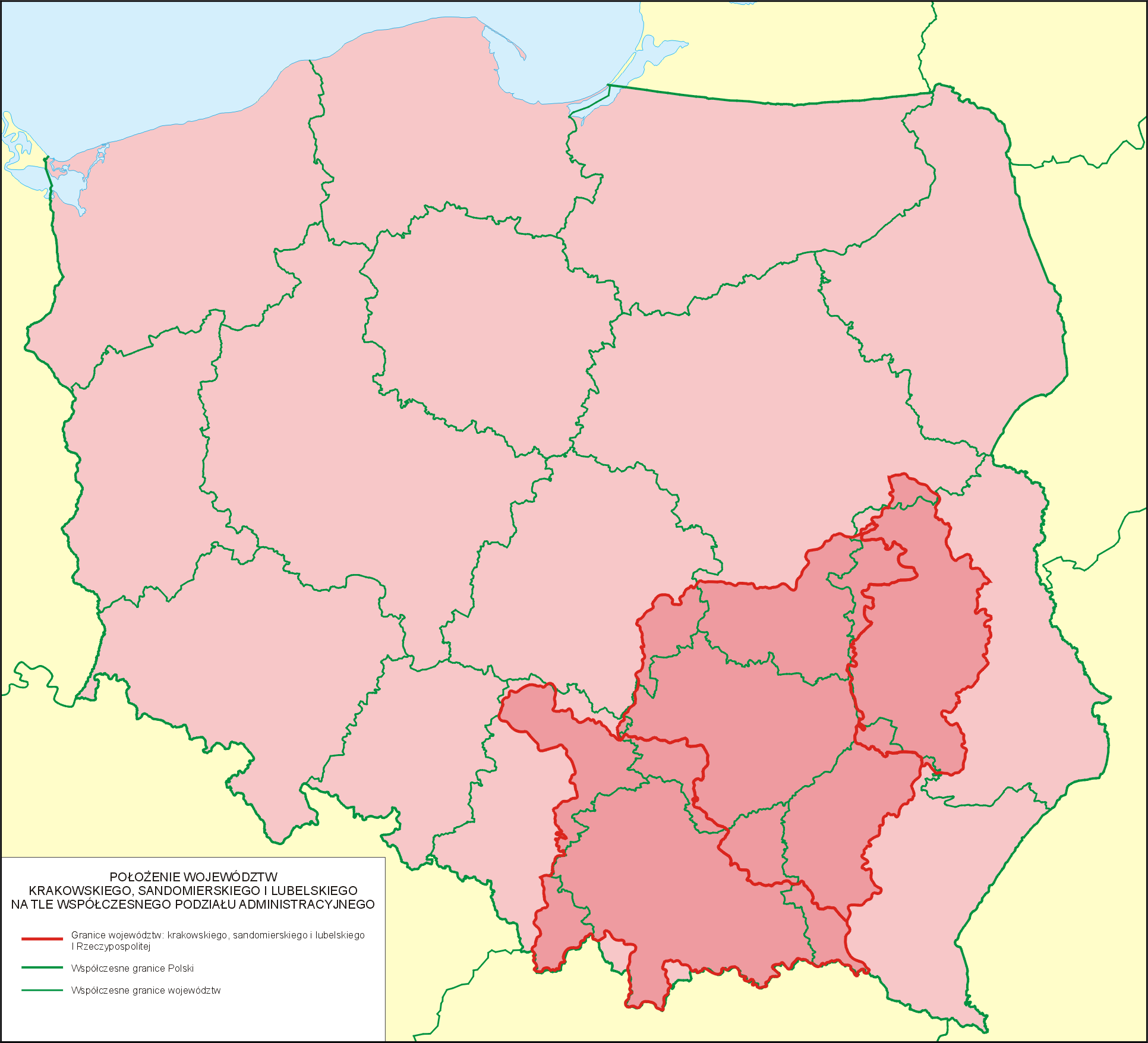
Herzogtum Kleinpolen mit den drei historischen Woiwodschaften Krakau, Lublin und Sandomierz vor dem Hintergrund der modernen Verwaltungsgliederung Polens

Provinz Kleinpolen in der Adelsrepublik Polen-Litauen zur Zeit ihrer größten Ausdehnung 1618

Kleinpolen (seit dem Mittelalter lateinisch Polonia Minor, polnisch Małopolska) ist ursprünglich die Bezeichnung für den südlichen Teil des alten polnischen Staates mit den Metropolen Krakau, Lublin, Zamość und Sandomierz.
Während ihrer Zugehörigkeit zu Polen-Litauen fasste man ab 1569 (Union von Lublin) die ukrainischen Gebiete Galizien, Podolien, Wolhynien, Kiew u. a. ebenfalls in den Begriff. Die Großprovinz Kleinpolen bestand bis 1772.

## Name und Bedeutung
Die Bezeichnung Polonia minor wurde erstmals 1412 erwähnt, aber entstand wahrscheinlich nach der Wiedervereinigung des Königreichs Polens im Jahr 1320. Sie hat nichts mit der territorialen Größe des Gebietes zu tun, sondern mit der Opposition zum Terminus Polonia maior, der sich in der Mitte des 13. Jahrhunderts etablierte. Treffender als Kleinpolen und Großpolen wären deshalb die Namen Neupolen und Altpolen.

## Lage
Nach der neuesten Verwaltungseinteilung Polens erstreckt sich Kleinpolen auf die heutigen Woiwodschaften Kleinpolen, Heiligkreuz und die westlichen Teile der Woiwodschaften Lublin und Karpatenvorland sowie kleinere Teile der Woiwodschaften Schlesien (nördlich und östlich), Łódź (östlich) und Masowien (südlich).

## Natur

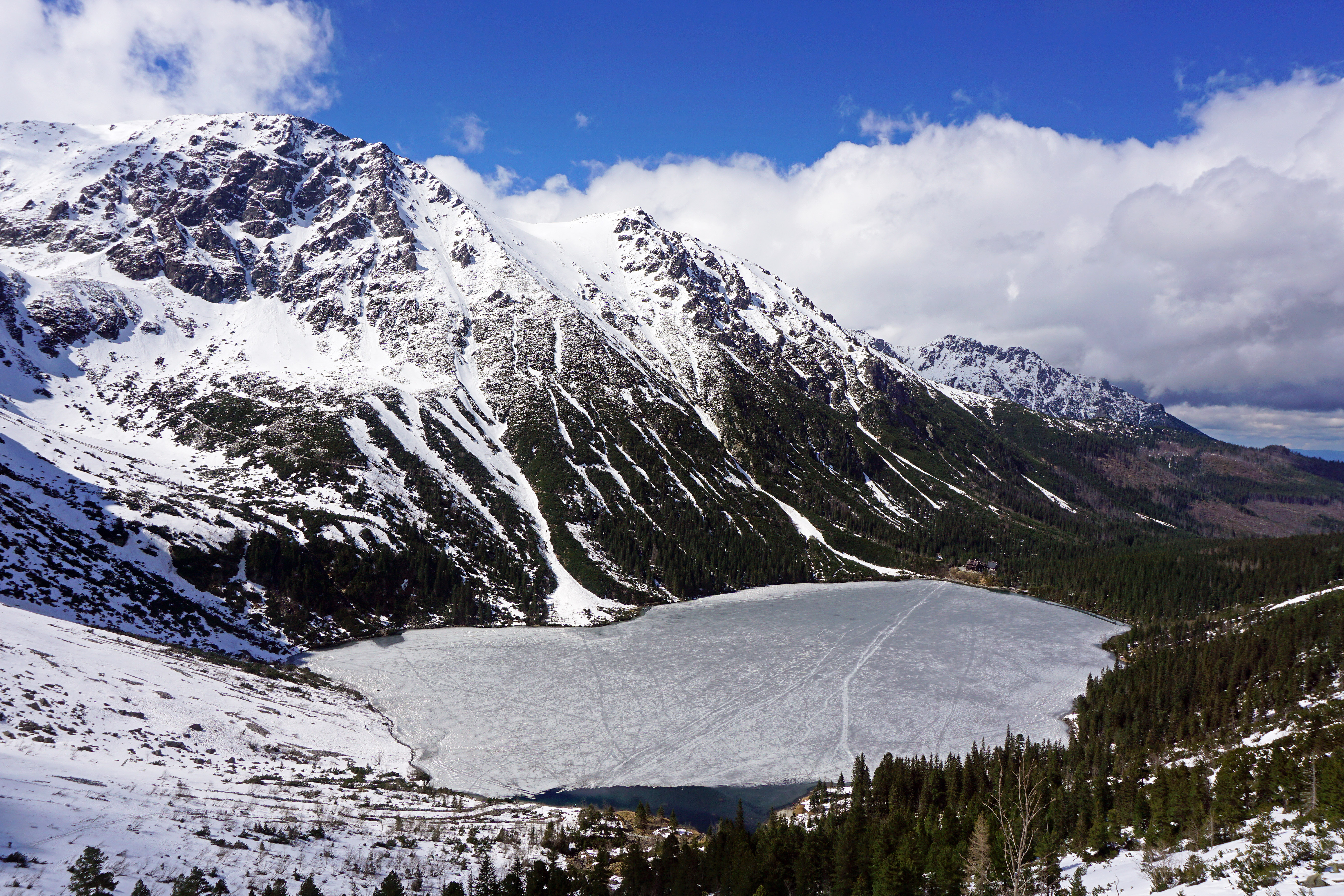
Meerauge in der Tatra

Prägend ist die Weichsel mit ihren zahlreichen Zuflüssen. Die Region hat auch Anteil an der Tatra mit dem Wintersportgebiet um die Stadt Zakopane.

## Städte
Einwohner Stand: 30. Juni 2016
|  | Name                    | Einw.   | Woiwodschaft    |
|  | ----------------------- | ------- | --------------- |
|  | Krakau                  | 762.448 | Kleinpolen      |
|  | Lublin                  | 340.745 | Lublin          |
|  | Tschenstochau           | 227.270 | Schlesien       |
|  | Radom                   | 215.653 | Masowien        |
|  | Sosnowitz               | 206.516 | Schlesien       |
|  | Kielce                  | 197.724 | Heiligkreuz     |
|  | Bielsko-Biała           | 172.407 | Schlesien       |
|  | Dąbrowa Górnicza        | 122.451 | Schlesien       |
|  | Tarnów                  | 110.381 | Kleinpolen      |
|  | Jaworzno                | 092.618 | Schlesien       |
|  | Nowy Sącz               | 083.829 | Kleinpolen      |
|  | Siedlce                 | 077.072 | Masowien        |
|  | Ostrowiec Świętokrzyski | 070.396 | Heiligkreuz     |
|  | Tomaszów Mazowiecki     | 063.601 | Łódź            |
|  | Stalowa Wola            | 062.636 | Karpatenvorland |
|  | Mielec                  | 060.628 | Karpatenvorland |
|  | Będzin                  | 057.761 | Schlesien       |
|  | Zawiercie               | 050.504 | Schlesien       |
|  | Starachowice            | 050.174 | Heiligkreuz     |
|  | Puławy                  | 048.526 | Lublin          |
|  | Tarnobrzeg              | 047.658 | Karpatenvorland |
|  | Skarżysko-Kamienna      | 046.656 | Heiligkreuz     |
|  | Dębica                  | 046.276 | Karpatenvorland |

## Regionen
Regionen in Kleinpolen sind:
- Podhale (Karpatenvorland) mit Nowy Targ und Zakopane
- Powiśle Lubelskie mit Opole Lubelskie
- Sądecczyzna
- Zagłębie Dąbrowskie
- Zagłębie Krakowskie
- Żywiecczyzna

## Geschichte

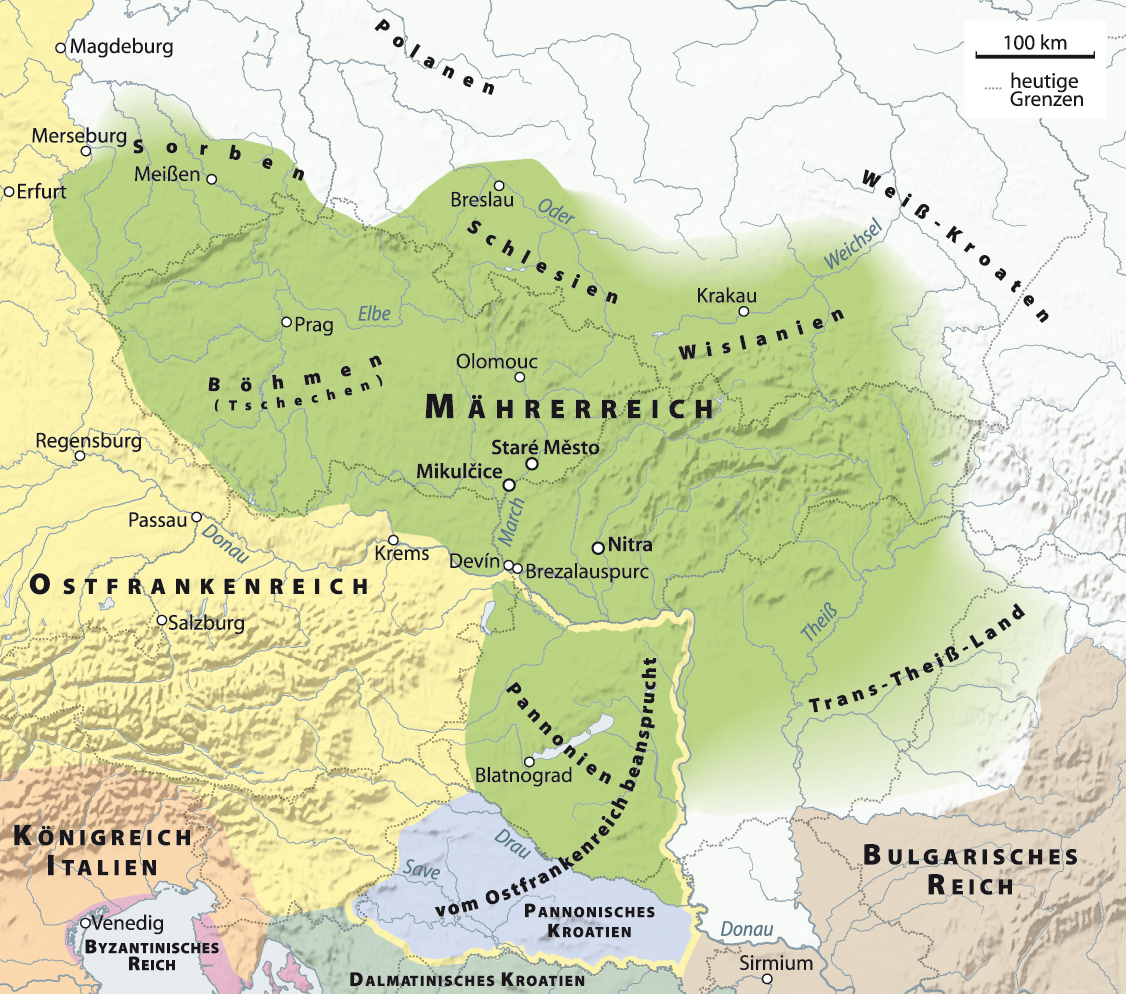
Wislanen im Großmährischen Reich (Ende des 9. Jahrhunderts)

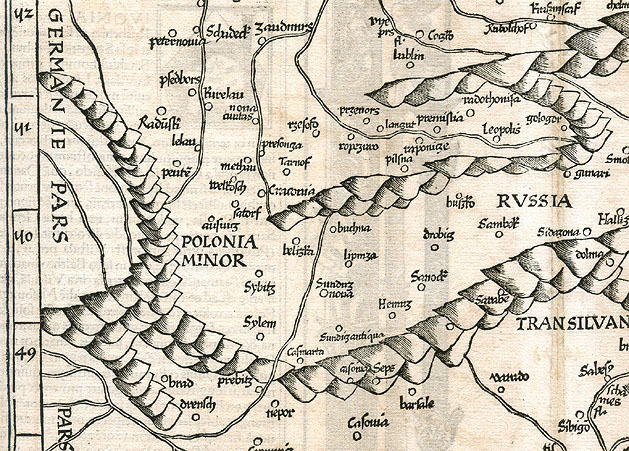
Teil der Weltkarte von Martin Waldseemüller; Siedlungsgebiete in Kleinpolen im 15. Jahrhundert

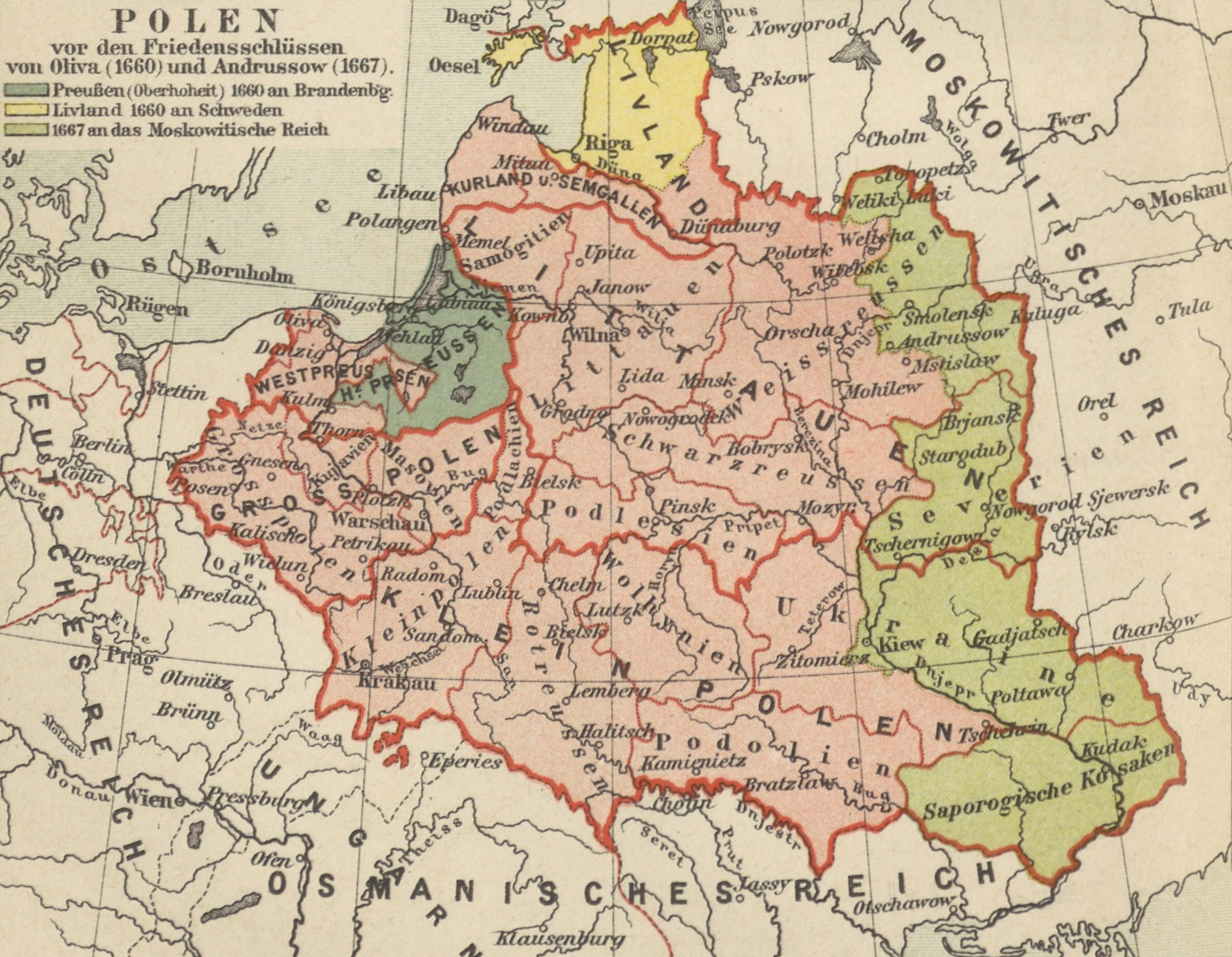
Polen in den Grenzen vor 1660. Kleinpolnische Provinz in den Grenzen von 1635.

Auf dem Gebiet des Dorfes Maszyce (Gmina Skała) befindet sich die Maszycka-Höhle, eine archäologische und paläoanthropologische Fundstätte, durch die eine Besiedelung der Region durch Menschen schon vor mehr als 16.000 Jahren belegt wird.

### 850 – 972
Seit dem 9. Jahrhundert wurde für das Gebiet des späteren Kleinpolen ein Siedlungsbezirk erwähnt. Spätestens seit 884 gehörte dieses Gebiet zum Großmährischen Reich. In der Beschreibung des Wirkens des Slawenapostels Method wurde ein "sehr starker heidnischer Fürst an der Weichsel" genannt. Dieser sollte zum Christentum bekehrt werden. Wahrscheinlich war sein Herrschaftssitz Krakau.
Um 890 wurde in der Reise des angelsächsischen Wulfstan von Haithabu ein „Wisle lond“ (Weichselland) erwähnt.
Der Bayerische Geograph erwähnte Anfang des 10. Jahrhunderts in seinem zweiten Teil eine Region der Vvislani (Wislanen) ohne die Anzahl von Burgen.
953 werden im Buch des Josippon in einer Auflistung verschiedener Völker der Zeit auch Kr[a]k[a]r, wahrscheinlich Krakauer erwähnt.
965/973 nannte der islamisch-jüdische Reisende Ibrahim ibn Jaqub den Ort K[a]rākō/K[a]rākū. Dieser stand bis 972 unter Oberherrschaft des Herzogtums Böhmen. In einer Grenzbeschreibung des Bistums Prag wurde für ungefähr 973 eine Region um die Burg Krakovv genannt. Diese gehörte wahrscheinlich nur kirchlich dem Bistums Prag an.

### 972 – 1772
Um 972 wurde das Gebiet um Krakau von Mieszko I. dem Staat der Polanen (Polen) angeschlossen.
Um 990 wurde Krakau im sogenannten Dagome iudex erwähnt. Es gehörte zu diesem Zeitpunkt bereits zum Herrschaftsbereich Schinesghe (Gnesen).
Im Jahr 1000 wurde das Bistum Krakau in das neue Erzbistum Gnesen eingegliedert.
Im Jahre 1038 nach der Zerstörung des Hauptortes Gnesen durch die Böhmen wird Krakau neue Hauptstadt des Regnum Poloniae und bleibt dies bis 1596.
Nach 1138 und der Teilung des Königreichs Polen in einzelne Herzogtümer durch das Testament des Bolesław III. Schiefmund entstanden um die kleinpolnischen Hauptfesten Krakau und Sandomir zwei selbständige Herzogtümer.
Beide Herzogtümer wurden 1306 unter Władysław I. Ellenlang vereinigt und bildeten ab da eine der Hauptprovinzen des vereinigten Königreichs Polen. Unter dem König Kasimir III. dem Großen († 1370) intensivierte sich der königliche Landesausbau besonders im Süden der Region, wo durch die deutschrechtliche Kolonisation vor 1434 über 220 neue Orte gegründet wurden, darunter um 70 in cruda radice (in Wildnis), unstreitig die größte Zahl im damaligen Königreich Polen.
Nach der Inbesitznahme der Länder des ruthenischen Fürstentums Halytsch-Wolodymyr und deren Integration in den polnischen Lehns- und Reichsverband ab den 1340er Jahren durch König Kasimir „den Großen“ wurde eine Provinz Kleinpolen gebildet, der ab 1569 weitere Gebiete der späteren Ukraine eingegliedert wurden. Damit war die Provinz Ende des 17. Jahrhunderts die größte des Königreichs Polen.

### 1772 – 1918
Infolge der Ersten Teilung Polens 1772 kam das Gebiet Kleinpolens an die Österreichische Monarchie und lag ab 1867 als „Königreich Galizien“ in der Österreichisch-Ungarischen Monarchie, wobei die ukrainischen Gebiete als Ostgalizien, die ursprünglich polnischen Gebiete als Westgalizien bezeichnet wurden. Die nördlichen Teile der ursprünglichen polnischen Gebiete sowie Teile Podoliens und Wolhyniens kamen infolge der drei Teilungen Polens (1772, 1793, 1795) und der Teilung des Herzogtums Warschau durch den Wiener Kongress 1815 sukzessiv zu Russland.

### Nach 1918
Seit dem Ende des Ersten Weltkriegs 1918 gehört die Region Kleinpolen erneut zu Polen – Zweite Polnische Republik (1918–1939), Volksrepublik Polen (1945–1989), Dritte Polnische Republik (seit 1989).